# Leucanopsis mandus
Leucanopsis mandus är en fjärilsart som beskrevs av Herrich-Schäffer 1855. Leucanopsis mandus ingår i släktet Leucanopsis och familjen björnspinnare. Inga underarter finns listade i Catalogue of Life.